# Puritanizmus
A puritanizmus a kálvinizmus alapján álló, végigviteléért küzdő vallási és politikai mozgalom volt a 16-17. századi Angliában. A puritanizmus szemben állt az abszolút monarchiával, valamint annak támaszával, az anglikán egyházzal. A puritanizmus szolgáltatta az ideológiát az angol polgári forradalomhoz is.
A puritanizmus már a 16. század végén két irányzatra szakadt. A mérsékeltebb presbiteriánusokra és a radikális independensekre vagy kongregacionalistákra, mely utóbbiak nem vetették alá magukat a presbiteri zsinatok vezetésének, hanem teljes függetlenséget (independenciát) követeltek minden gyülekezet (kongregáció) számára. 
A puritánok szóval felületesen azokat a protestánsokat szokták jelölni, akik úgymond a "jobb oldalon" álltak, önmegtartóztató életet éltek, és bibliás emberek voltak, még ha dogmatikailag nem is értettek egyet a kálvinizmussal.
A puritán szót (latin purus szóból = tiszta) az 1560-as években kezdték használni – gúnynévként. 
A kifejezéssel csakhamar a pedáns, rendmániás, merev és engedményeket nem ismerő embereket jelölték. A csúfnévvel azokat akarták nevetségessé tenni, akik abszurditásig fokozták a szigort és pontosságot.

## Történelmi háttér

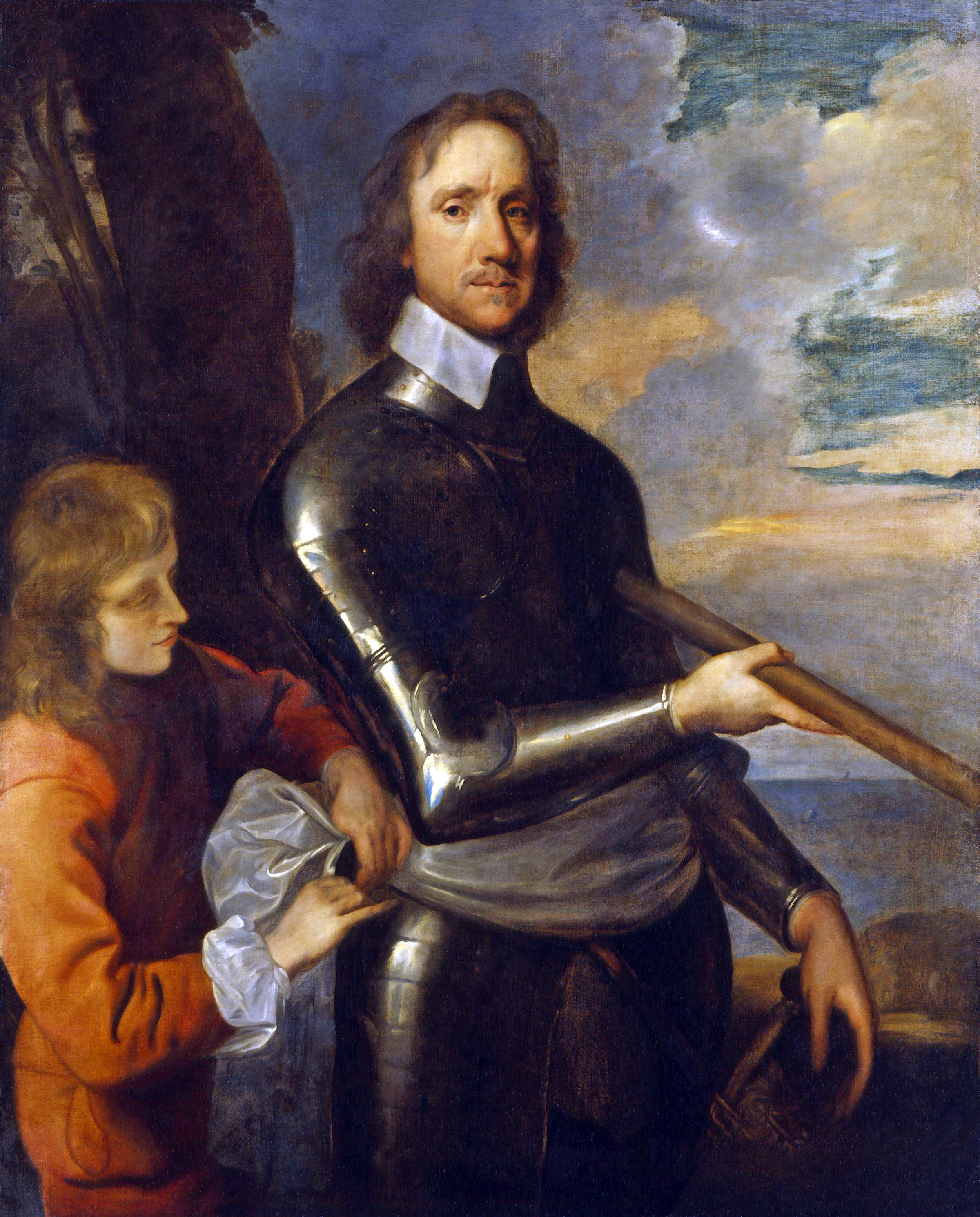
Oliver Cromwell Robert Walker festményén, 1649 k.

A 16. századi reformáció okozta „társadalmi, vallási földrengés” nem hagyta érintetlenül Angliát sem. VIII. Henrik angol király (1491–1547) idejében az anglikán egyház elszakadt a római katolikus egyháztól és a reformáció menekültjei hozták magukkal az új gondolatokat, vallási nézeteket, melyek a 17. századi Anglia Tudor-ház utáni, Oliver Cromwell vezette polgárháború időszakában, az 1640-es években érlelődtek meg. Ez a százéves érlelődés véres utódlási, hatalmi harcok és vallási üldöztetések története, mely VIII. Henrik hat felesége közül a harmadiktól (Lady Jane Seymour) született egyetlen fia, VI. Eduárd angol király (1537–1553 a tizenöt éves korában elhunyt király szolgált alapul Mark Twain Koldus és királyfi című történetének) idején történő döntő lépéssel folytatódott, aminek során az addig római katolikus angol egyház a később anglikánnak nevezett protestáns egyházzá alakult.
VI. Eduárd korai halálát követően, féltestvére I. Mária (1516–1558), aki VIII. Henrik első feleségének, Aragóniai Katalinnak öt gyermeke közül az egyetlen túlélő volt, igyekezett visszaállítani a római katolikusságot, aminek során 1555-ben számos protestáns vezetőt kivégeztetett. Ezért ragadt rá a „véres Mária” név, bár féltestvére, I. Erzsébet angol királynő vetélkedhetett volna vele az ő katolikusüldözésével. I. Mária halála után 1558-ban került trónra I. Erzsébet (1533–1603), aki Boleyn Anna gyermeke volt. Kivételesen szerencsés uralkodása következtében minden idők legnépszerűbb uralkodója lett és a 2002-es BBC listán a hetedik „legnagyobb brit” helyét foglalta el, bár Sir Walter Raleigh úgy vélekedett róla, hogy „Ő Méltósága mindent felekben végzett” – látszólagos határozatlanságára utalva.
Erzsébet 1581-ben Anjou és Alençon nagyhercege, François jegyese lett, de két dolog jött közbe: François angliai látogatása során kiderült, hogy jobban szereti a férfiakat, mint a nőket és ráadásul 1584-ben Franciaországban meg is halt, így Erzsébet jegyessége megszűnt. A „szűz királynő” emlékét őrzi Virginia és Nyugat-Virginia állam neve is Amerikában. Uralkodását minden tekintetben nagy körültekintés jellemezte, így érdemjelek, méltóságok és királyi okiratok adományozása területén is. Ő alapította 1592-ben a Trinity College-ot Dublinban és 1600-ban a híres-hírhedt Brit Kelet-indiai Társaságot is. I. Erzsébet korát az angol történelem virágkorának tekintik, ekkor élt William Shakespeare, Francis Drake, Francis Bacon, Sir Walter Raleigh.

## A puritanizmus kialakulása
I. Erzsébet uralkodása elején 1599-ben a parlament két törvényt hozott: a „Felsőbbség” megerősítette az angol egyház Rómától való függetlenségét, és az „Egység” lerögzítette az angol egyház jövőbeni formáját. A puritanizmus, azaz erkölcsi szigor, e két törvénnyel való elégedetlenségből nőtt ki, mivel a radikálisabb protestánsok azokat a „Pápaság”-nak való beadásnak vélték. Míg az európai protestáns mozgalmak hajtóereje hittani alapokon állt és szervezetileg, gyakorlataiban teljesen elvált a katolikus egyházszervezet modelljétől, addig az angol reformáció az egyházat teljes egészében a monarchia vezetése alá vonta és így legtöbb gyakorlatát megőrizte, ami a puritánok szemében a hittanok politikai alárendeltségét jelentette.
A „Véres Mária” üldöztetései miatt sokan Európába menekültek, ahol közeli kapcsolatba kerültek a kálvinistákkal és lutheránusokkal, így alakult ki az a középút, amit Erzsébet képviselt. A puritánok egyetértettek a kálvinistákkal abban, hogy a pogány civilizációkkal (különösen Rómával) való kapcsolatok és a királyok, pápák visszaélései az egyház megromlásához vezetett, s mindkét fél úgy látta, hogy az egyházi gyakorlatokat bibliai alapokon át kell szervezni „meg kell tisztítani az egyházat”, és megosztották azt a nézetet is, hogy a papság a hívők összességéből áll, de az egyházi hatalom szervezését illetően nézeteik jelentősen eltértek. A puritánok kifogásolták a templomok dísztárgyait (freskókat és szobrokat), a miseruhákat, karingeket, orgonát és a térdhajtást bálványozásnak tekintették és azokat keményen „pápai pompa és rongyok”-ként bírálták. Elveikkel összeegyeztethetetlennek vélték az egyházi bíróságokat és egészében elvetették VI. Eduárd imádságos könyvét (Book of Common Prayers), s azt, hogy az abban leírt szertartási rendet a törvény erejével kell betartatni. Ezek az eltökélt álláspontok a puritanizmust egy kifejezetten ellenzéki mozgalommá változtatták.
Puritánok már 1570-ben próbálták az angol egyházat presbiteriánus vagy gyülekezeti modell szerint átszervezni. Presbiteriánus modell a papsági hierarchiát a közösség által megválasztott köztiszteletben álló igehirdetőkkel (ún. „vénekkel”, vagy „egyházi szolgákkal”) helyettesítette, a gyülekezeti modell pedig minden hierarchiát elutasított és a közösség minden tagját Isten papjaként ismert el. Az angol egyház püspökei által létrehozott, a hierarchikus egyházi rend egységesítését biztosító imádságos könyv tehát a puritánok panaszainak célja lett. Ez Erzsébet korában is sok gondot okozott, míg a királynő utasítására Richard Hooker megírta „Az Egyház Igazgatásának Törvényeiről” című munkáját, melyben a vallási dogmák hiánya által okozott káosz helyett egy különlegesen felszentelt szabályrendszert javasolt. E gondolkodási mód idővel az Anglikán egyház alapjait képezte. E radikális változást igénylőket a túlsúlyban lévő angol egyház angol-katolikus része az „egyházi megtisztulási” rögeszméjük miatt „puritánok”-nak csúfolták.

### A puritánok hitelvei
A puritanizmus központi hittétele, Istennek az emberi ügyek fölötti legfelsőbb tekintélyének elvén alapult, aminek lényege az egyházi vezetők és hagyományok helyett, az egyház bibliai alapokon való vezetésére vonatkozott. Például azt vallották, hogy az egyházi istentiszteletet kizárólag a Szentírás világos utasításai alapján kell szabályozni. Míg ellenzőik sok istentiszteleti gyakorlatot hagyománytiszteleti alapokon védtek, addig a puritánok azokat ősiségüktől és általánosságuktól függetlenül bálványimádásnak tekintették.
A puritán reformok az igehirdetésre helyezett félreérthetetlen hangsúly mellett a szertartások és díszítések minimalizálásában nyilvánult meg. Az istentiszteleti és egyházigazgatási változások mellett a puritánok azt is kiemelték, hogy Isten kegyelme az egyént át kell hogy formálja. Szerintük minden egyes személyben, akin Isten megkönyörül, ki kell alakulnia a Krisztusban való megbocsáttatás bizonyosságának, az arra való érdemtelenségnek az érzése, ami az egyént hálával tölti el és ez a hála egy bensőleg alázatos és engedelmes életvitelben nyilvánul meg. Emellett hittek a bibliaolvasás szükségében („napi kenyér”), a személyi erkölcsösségben, a tömegek művelésében és felvilágosításában, az egyszerű papi ruhákban, az egyszerű egyházi szertartásokban, a templomok dísztelenségében, a babona ellenzésében (szerintük a katolikusok ’átlényegülés’ tana csak egyszerű babona), az egyházi rangrendszer eltörlésében és abban, hogy az uralkodónak nem szabad az egyházban semmilyen tisztséget betöltenie. Legtöbbjük úgy érezte, hogy a királyok isteni joga nem több mint egy eretnekség, aminek I. Károly uralkodása és William Laud érseksége idején nagy jelentősége lett. (A királyt Cromwell végeztette ki 1649-ben.)
Cromwell nevéhez fűződik az abszolút monarchia eltörlése és az angol Nemzetközösség – a korabeli Európában szinte példa nélküli parlamentáris köztársaság – megalapítása. E próbálkozása ugyan nem tekinthető sok szempontból teljes sikernek, hiszen 1653-ban feloszlatta a parlamentet és katonai diktátorrá vált, majd 1657-ben királyságot elutasítva Védelmező Úrnak „koronáztatta” magát. Mindezen tökéletlenségek ellenére, Cromwell polgárháborúja alapvető változásokat hozott a Nyugati Civilizáció alakításában. Nevéhez fűződik többek között a hivatásos tisztek vezette hadsereg felállítása (Új Modell Sereg), az angol monarchia abszolút hatalmának megtörése, a parlamentáris demokrácia megalapítása, a puritánok, az anabaptisták és az elkülönülők üldöztetésének megszüntetése és szabad vallásgyakorlatuk biztosítása.

## Disszenterek
Az 1662-es Egységességi Törvény értelmében az anglikán egyházat kisebb változtatásokkal visszaállították a polgárháború előtti állapotba, és a puritánok kiszorultak. Calamy történész becslése szerint körülbelül 2400 puritán pap került ki az egyházból, az ún. „nagy kiűzetéskor.”
Ezután a szakadárok elválasztották magukat az angol egyház többi keresztényétől, és létrehozták saját szeparatista gyülekezeteiket.

## Cromwell
Érdekesség a 17. századi angol viszonyokról: három évvel Cromwell halála után, II. Károly 1661-ben, Cromwellt árulónak minősítette és az árulóknak fenntartott „vonszolás és felnégyelés” általi kivégzésre ítélte: az elítéltet nyakánál fogva felakasztották, de mielőtt meghalt volna, nemi szervét és kivágott beleit az elítélt szeme láttára elégették, a halál beállta után a holttestet lefejezték, négy részre vágták és a részeket városkapuk fölé szögelték. Cromwell fejét a Westminster-apátság előtti póznán tartották 1685-ig, majd adták-vették, amíg 1960-ban a cambridge-i Sidney Sussex College vitrinjében talált „végső” nyugalomra.

## Bibliafordítás
I. Jakab (1566-1625) nevéhez fűződik az első angol bibliafordítás a róla King James Bible-nek elnevezett „Jogosított Változat” (Authorized Version) 1611-ben, amely az „Átdolgozott Hiteles Változat” (Revised Standard Version) megjelenéséig (1952) az angol nyelvterületen általánosan használt Biblia volt.

## Mai szóhasználat
A modern nyelvhasználatban a „puritán” szót keresetlen lebecsülő kifejezésként használják olyanokra, akiknek szigorú nézeteik vannak a nemi erkölcsökről vagy helytelenítik a szórakozást. E tulajdonságok egyike sem volt az angliai puritánok jellegzetessége, azaz erkölcsi nézeteik és önmegtartóztató hajlamaik a korabeli más protestáns angol reformátorok, vagy hitüket megtűrni képes angolok nézeteivel egyező volt – legalábbis Angliában, így ez a népszerű képzet inkább a gyarmati Amerika puritánjaira lehetne jellemzőbb, akik társadalmi kísérletezése a kálvinista teokrácia formájában nyilvánult meg. A 17. századi szóhasználatban a „puritán” szó a mai „fundamentalista” kifejezésnek felel jobban meg, mivel az is inkább egy mozgalom volt, mint egy felekezet. Ez a kálvinista hitelméleti mozgalom vezetett többek között a presbiteriánus egyház megalakulásához is és a 17. század óta a kifejezést csupán a már kialakult felekezetek vagy azokról leszakadt mozgalmak ellenfeleire használták.
A kifejezés a bigottan vallásos, nemi és egyéb élvezeteket elutasító emberek után minden olyan tárgyra vagy egyéb dologra is használatos, amelynek nincs vagy alig van valamilyen kényelmi vagy esztétikai adottsága (pl. „puritán az autó felszereltsége”).

### Magyar vonatkozások
- Petrőczi Éva: Puritánia. Tanulmányok a magyar és angol puritanizmus irodalmáról; Universitas, Bp., 2006 (Historia litteraria)
- Medgyesi Pál redivivus. Tanulmányok a 17. századi puritanizmusról; szerk. Fazekas Gergely Tamás, Győri L. János; DEENK, Debrecen, 2008
- Tarpai Szilágyi András: Szegények prókátora, avagy Az adás, vévés, kölcsönözés és usora felől való igazgatás, mely bizonyos kérdésekben és arra való feleletekben béfoglaltatott, és az Isten népének épületire kibocsáttatott; sajtó alá rend. Horváth Csaba Péter, Pénzes Tiborc Szabolcs; KRE Puritanizmuskutató Intézet–Fekete Sas, Bp., 2010 (Medgyesi Pál puritán kiskönyvtár)
- Horváth Barna: Amerikából jöttünk. Adalékok az United Presbyterian Church (USA) és a Tiszáninneni Református Egyházkerület kapcsolatainak krónikájához; szerk. Horváth Barnabás Dávid; Amfipressz, Bp., 2011 (Horváth Barna életműsorozata)
- Tarpai Szilágyi András: Könyvecske a házasság és válás keresztyéni módjáról; KRE Puritanizmuskutató Intézet–Fekete Sas, Bp., 2012 (Medgyesi Pál puritán kiskönyvtár)
- Pénzes Tiborc Szabolcs: "Valakik szikrának szárnya alatt vadnak...". Várad és a puritanizmus II. Rákóczi György fejedelemsége idején; Partium, Partium, 2014
- (szerk.) Balogh Judit: Ama kegyelemnek mennyei harmatja – A 17. századi magyar puritanizmus irodalmából, Harmat Kiadói Alapítvány, Budapest, 1995, ISBN 963-7954-41-4